# Родригес, Хосе Хоакин
Хосе Хоакин Родригес Селедон (исп. José Joaquín Rodríguez Zeledón, 6 января 1837, Сан-Хосе — 30 ноября 1917, Сан-Хосе) — президент Коста-Рики в 1890—1894 годах.

## Биография
Родригес родился 6 января 1837 года в семье Себастьяна Родригеса Кастро и Франсиски Селедон Мора. Его женой была Луиза Альварадо Каррильо. У них было несколько детей, и одна из дочерей, Мануэла Родригес Альварадо, стала женой преемника Родригеса на посту президента — Рафаэля Иглесиаса Кастро.
Родригес изучал юриспруденцию в Университете Сан-Карлоса в Гватемале, но из-за семейных проблем и экономических трудностей ему пришлось прекратить учебу и вернуться в Коста-Рику. Тем не менее, в конце концов он окончил юридический факультет Университета Санто-Томаса в Сан-Хосе.
Родригес был известным адвокатом, который долгое время не проявлял амбиций в сфере политики, и служил судьей Верховного суда (Corte Suprema de Justicia). В течение короткого времени он также занимал пост госсекретаря в правительстве Бернардо Сото Альфаро.
В 1890 году Родригес был избран президентом, набрав 81 % голосов избирателей и опередив будущего президента Ассенсьона Эскивеля.
В 1892 году Родригес распустил Конгресс и, фактически став диктатором, сохранил титул президента. В 1893 году он восстановил гражданские права, чтобы голосование на выборах его преемника было более открытым. Победителем выборов стал военный министр и зять Родригеса Рафаэль Иглесиас Кастро, кандидат от Гражданской партии.
Диктаторские наклонности Родригеса были осуждены гражданами. При этом среди его успехов стоит отметить меры, способствовавшие развитию образования. Он основал вечерние школы для взрослых в столице и провинциальных городах, способствовал развитию сети телефонной связи (1891), начал строительство Национального театра (1890), продвигал европейскую иммиграцию для развития сельского хозяйства страны.
Хосе Хоакин Родригес умер 30 ноября 1917 года.